# Melaloncha adusta
Melaloncha adusta är en tvåvingeart som beskrevs av Brown och Giar-Ann Kung 2006. Melaloncha adusta ingår i släktet Melaloncha och familjen puckelflugor.
Artens utbredningsområde är Costa Rica. Inga underarter finns listade i Catalogue of Life.